# Moldavie aux Jeux olympiques
La participation de la Moldavie aux Jeux olympiques débute lors des Jeux d'été de 1952 à Helsinki, sous les couleurs de l'Union soviétique (Code CIO : URS) dont la Moldavie est alors une république constitutive. Après la dissolution de l'Union soviétique en 1991, la Moldavie participe aux Jeux olympiques d'hiver de 1992 d'Albertville et aux Jeux d'été la même année à Barcelone au sein d'une équipe unifiée qui rassemble quatre puis onze des quatorze autres anciennes républiques soviétiques. Deux ans plus tard, aux Jeux olympiques d'hiver de 1994 de Lillehammer, la Moldavie est présente pour la première fois en tant que nation indépendante.

## Union soviétique
Même si l'URSS existe depuis 1922, le CNO soviétique n'est créé et reconnu par le CIO qu'en 1951. C'est pourquoi la première participation olympique des athlètes soviétiques n'a lieu qu'en 1952, lors des Jeux d'été d'Helsinki. Les athlètes moldaves remportent au total 12 médailles au sein de l'équipe soviétique toutes aux Jeux d'été. La première médaille moldave est remportée par Gusman Kosanov, qui décroche l'argent au relais 4 × 100 m lors des Jeux olympiques d'été de 1960 à Rome en Italie. La première médaille d'or de la République socialiste soviétique de Moldavie est remportée par Larisa Popova dans la compétition du deux de couples femmes durant les Jeux d'été de 1980 à Moscou.
L'Union soviétique participe pour la première fois aux Jeux d'hiver en 1964 à Innsbruck. Aucun athlète moldave n'est parvenue à ramener à l'URSS une médaille des Jeux d'hiver.

## Équipe unifiée
Aux Jeux olympiques de 1992, les sportifs moldaves participent sous la bannière de l'équipe unifiée; les comité nationaux de la plupart des anciens républiques socialistes n'ayant pas encore été reconnu par le comité international olympique. Lors de cette édition, six sportifs pouvant représenter la Moldavie remportèrent une médaille olympique. L'or pour le handballeur Viatcheslav Gorpichine et pour l'haltérophile Tudor Casapu, l'argent pour le nageur Yuri Bashkatov et le bronze pour les joueurs de water-polo Serghei Marcoci et Alekseï Vdovine, et l'archère Natalia Valeeva. Par la suite, certaines athlètes ont optés par la nationalité russe plutôt que moldave pour les jeux suivants.

## Jeux olympiques d'été

### Atlanta 1996
Pour sa première participation en tant que nation indépendante aux Jeux d'été, la délégation moldave remporte deux médailles : une en argent et une en bronze. La médaille d'argent est gagnée en canoë-kayak par Nicolae Juravschi et Viktor Reneysky, qui lors des Jeux de Séoul en 1988 avait remporté deux titres olympiques pour l'URSS. La médaille de bronze est remportée en lutte gréco-romaine par Serguei Moureiko. Le pays envoie 40 athlètes dans 10 disciplines pour concourir à ces jeux.

## Jeux olympiques d'hiver

### Lillehammer 1994
Il s'agit des premiers Jeux olympiques auxquels participe une Moldavie indépendante. Le pays envoie deux athlètes qui participent dans une seule discipline. Les deux biathlètes Vasily Gherghy et Elena Gorohova ne remportent pas de médaille. Le meilleur résultat obtenue est une 68e place au 10 km sprint par Gherghy et au 15 km individuel par Gorohova. Sur les 67 pays participants la Moldavie fait partie des 45 n'obtenant pas de médailles.

## Porte-drapeau

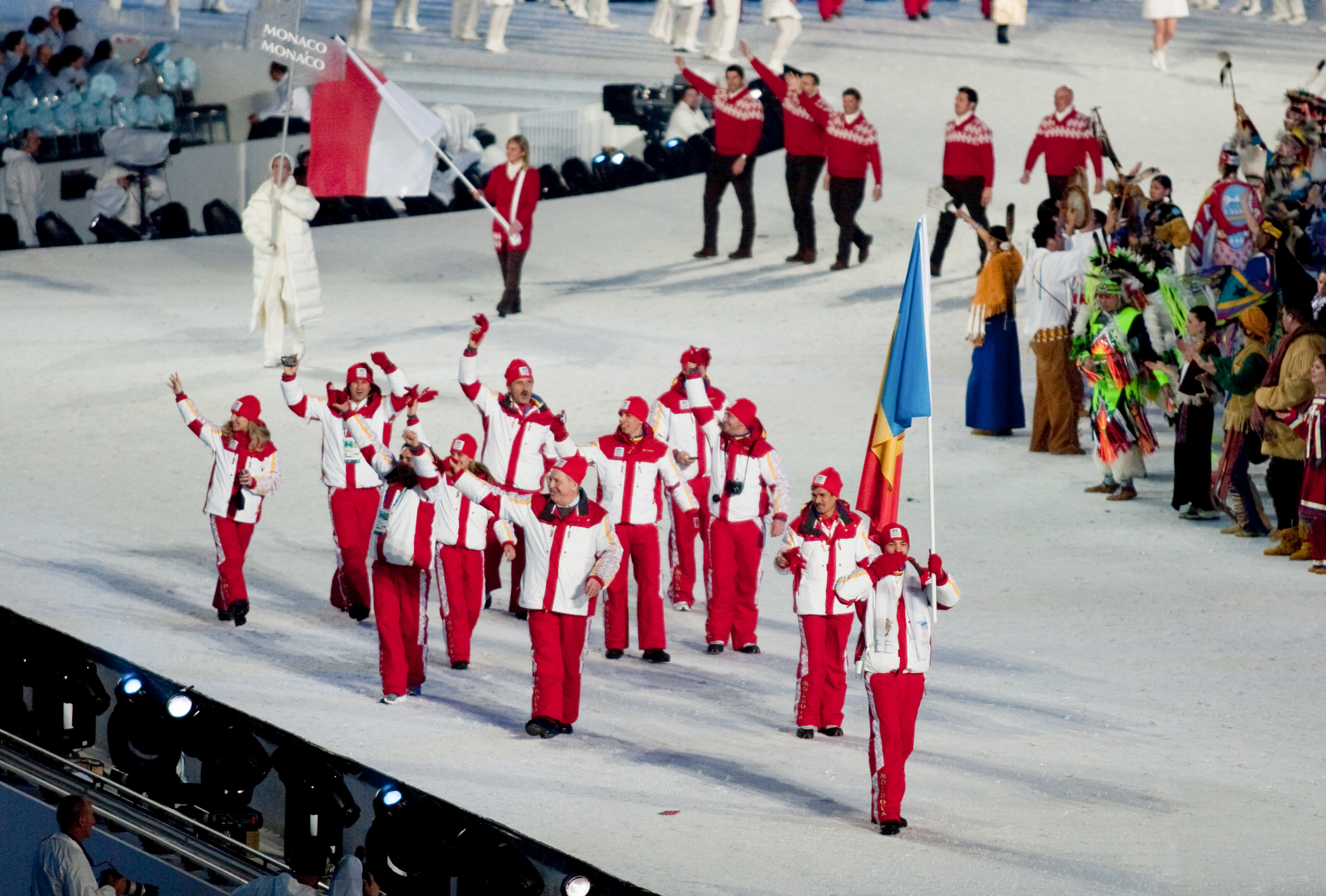
Les athlètes moldaves entrent dans le stade olympique de Vancouver durant la cérémonie d'ouverture des Jeux olympiques d'hiver de 2010.

Lors des Jeux olympiques d'hiver, ce sont des biathlètes qui ont eu le plus de fois le rôle de porte-drapeau puisque Vasily Gherghy a porté le drapeau moldave lors des Jeux olympiques d'hiver de 1994 tout comme Ion Bucsa quatre ans plus tard pendant les Jeux de 1998. Aussi, Natalia Levtchenkova est la première femme biathlète à occuper cette fonction, durant la cérémonie d'ouverture lors des Jeux d'hiver 2006. Enfin Victor Pinzaru a eu cet honneur lors de la cérémonie des Jeux olympiques d'hiver de 2010. Les autres porte-drapeau pour les Jeux olympiques d'hiver ont été le fondeur Ion Bucsa en 2002 et le fondeur Victor Pinzaru en 2014 à Sotchi.
Pour les Jeux d'été, c'est l'haltérophilie qui a été le plus représentée puisque Vadim Vacarciuc a été le porte-drapeau de la Moldavie en 1996 et en 2000. Les autres porte-drapeau aux Jeux d'été ont été le tireur au pistolet Oleg Moldovan en 2004 et le lutteur Nicolae Ceban en 2008 à Pékin. À Londres en 2012, c'est l'archer Dan Olaru lors de la cérémonie d'ouverture et la lanceuse du marteau Zalina Marghieva lors de la cérémonie de clôture qui portent le drapeau moldave.

## Comité national olympique
Le comité national olympique de la République de Moldavie (en roumain : Comitetul Național Olimpic al Republicii Moldova) a été créé le 29 janvier 1991, mais le CNO Moldave ne devient membre à part entière du Comité international olympique que le 1er janvier 1993. La même année que sa création, Efim Josanu est élu au poste de président du comité qu'il conservera jusqu'en 2001.

## Tableau des médailles
| Jeux                | Athlètes | Médaille d'or, Jeux olympiques | Médaille d'argent, Jeux olympiques | Médaille de bronze, Jeux olympiques | Total | Rang | Source |
| ------------------- | -------- | ------------------------------ | ---------------------------------- | ----------------------------------- | ----- | ---- | ------ |
| Lillehammer 1994    | 2        | 0                              | 0                                  | 0                                   | 0     | -    | [ 12 ] |
| Atlanta 1996        | 40       | 0                              | 1                                  | 1                                   | 2     | 58e  | [ 13 ] |
| Nagano 1998         | 2        | 0                              | 0                                  | 0                                   | 0     | -    | [ 14 ] |
| Sydney 2000         | 34       | 0                              | 1                                  | 1                                   | 2     | 61e  | [ 15 ] |
| Salt Lake City 2002 | 5        | 0                              | 0                                  | 0                                   | 0     | -    | [ 16 ] |
| Athènes 2004        | 33       | 0                              | 0                                  | 0                                   | 0     | -    | [ 17 ] |
| Turin 2006          | 7        | 0                              | 0                                  | 0                                   | 0     | -    | [ 18 ] |
| Pékin 2008          | 29       | 0                              | 0                                  | 1                                   | 1     | 80e  | [ 19 ] |
| Vancouver 2010      | 7        | 0                              | 0                                  | 0                                   | 0     | -    | [ 20 ] |
| Londres 2012        | 21       | 0                              | 0                                  | 0                                   | 0     | -    | [ 21 ] |
| Sotchi 2014         | 4        | 0                              | 0                                  | 0                                   | 0     | -    | [ 22 ] |
| Rio de Janeiro 2016 | 23       | 0                              | 0                                  | 0                                   | 0     | -    | [ 23 ] |
| Pyeongchang 2018    | 2        | 0                              | 0                                  | 0                                   | 0     | -    | [ 23 ] |
| Tokyo 2020          | 20       | 0                              | 0                                  | 1                                   | 1     | 86e  |        |
| Pékin 2022          | 5        | 0                              | 0                                  | 0                                   | 0     | -    |        |
| Paris 2024          | 26       | 0                              | 1                                  | 3                                   | 4     | 72e  |        |
| Total               | Total    | 0                              | 3                                  | 7                                   | 10    |      |        |

| Place | Sport       | Médaille d'or, Jeux olympiques | Médaille d'argent, Jeux olympiques | Médaille de bronze, Jeux olympiques | Total |
| ----- | ----------- | ------------------------------ | ---------------------------------- | ----------------------------------- | ----- |
| 1     | Canoë-kayak | 0                              | 1                                  | 2                                   | 3     |
| 2     | Lutte       | 0                              | 1                                  | 1                                   | 1     |
| 3     | Tir         | 0                              | 1                                  | 0                                   | 1     |
| 4     | Judo        | 0                              | 0                                  | 2                                   | 2     |
| 4     | Boxe        | 0                              | 0                                  | 2                                   | 2     |
|       | Total       | 0                              | 3                                  | 7                                   | 10    |